# Rester vivant (chanson)
Clip vidéo
[vidéo] « Rester vivant (en live dans Le Grand Studio RTL, 2014) », sur YouTube
Rester vivant est une chanson de Johnny Hallyday extraite de son album de 2014 Rester vivant.

## Développement et composition
La chanson a été écrite par Yarol Poupaud et Isabelle Bernal. La version studio sur l'album Rester vivant a été produit par Don Was.
Une version enregistrée en concert est sortie en 2016 sur l'album live Rester vivant tour.

## Classements
| Année | Chart         | Meilleure position |
| ----- | ------------- | ------------------ |
| 2014  | France (SNEP) | 148                |
| 2017  | France (SNEP) | 157                |

| Année         | Chart         | Meilleure position |
| ------------- | ------------- | ------------------ |
| juillet 2017  | France (SNEP) | 32                 |
| décembre 2017 | France (SNEP) | 54                 |